# Symbole de Hilbert
Pour les articles homonymes, voir Symbole (homonymie).
En mathématiques, le symbole de Hilbert est une application algébrique permettant de tester les solutions de certaines équations algébriques, particulièrement dans les corps de nombres p-adiques, mais aussi un objet permettant de formuler certaines lois de réciprocité (en), et intéressant pour la théorie des corps de classes ; enfin, c'est un cas particulier de la notion de symbole sur un corps, qui est un concept important en K-théorie algébrique.
Le symbole de Hilbert (a, b)2 de deux éléments non nuls a et b d'un corps K est 1 ou –1, suivant que l'équation ax2 + by2 = 1 admet ou non une solution (x, y) dans K. Une telle équation revient en fait à se demander si a est une norme dans l'extension a priori quadratique K(√b).
Cette définition se généralise, pour un corps local K, en une fonction (–, –) de K* × K* dans le groupe des racines de l'unité de K. Avec ce point de vue, en considérant tous les symboles de Hilbert définis sur le corps des réels et les différents corps ℚp de nombres p-adiques, on parvient à une formulation de la loi de réciprocité quadratique, et plus généralement à la loi de réciprocité pour les puissances n-ièmes.
Ce symbole a été introduit par Hilbert dans son Zahlbericht, à la différence près que sa définition concernait les corps globaux. Il a été généralisé aux corps locaux supérieurs (en).

## Symbole de Hilbert quadratique
Sur un corps local K, dont le groupe multiplicatif des éléments non nuls est noté K*, le symbole de Hilbert quadratique est la fonction (–, –) de K* × K* dans {–1, 1} définie par

### Propriétés
Les trois propriétés suivantes résultent directement de la définition, en choisissant des solutions appropriées de l'équation diophantienne ci-dessus :
1. si a est un carré, alors (a, b) = 1 pour tout b ;
2. pour tous a, b dans K*, (a, b) = (b, a) ;
3. pour tout a dans K* tel que a – 1 soit aussi dans K*, on a (a, 1 – a) = 1.

La (bi)multiplicativité, i.e. pour tous a, b1 et b2 dans K*
(a, b1b2) = (a, b1)(a, b2)
est, quant à elle, plus difficile à démontrer et nécessite le développement de la théorie du corps de classe local.
La propriété 3 montre que le symbole de Hilbert est un exemple de symbole de Steinberg et donc se factorise par le deuxième groupe de K-théorie de Milnor
K2M(K) = K* ⊗ K* / 〈 a ⊗ (1 – a), a ∈ K*\{1} 〉. D'après la propriété 1, il se factorise même par K2M(K)/2. C'est le premier pas vers la conjecture de Milnor.

### Interprétation comme algèbre
Si K est de caractéristique différente de 2, le symbole de Hilbert classifie l'algèbre de quaternions sur K de base (1, i, j, k) dont la multiplication est définie par i2 = a, j2 = b, ij = –ji = k : cette algèbre est isomorphe à M2(K) si (a, b) = 1 et sinon, c'est un corps de quaternions H, dont la classe dans le groupe de Brauer de K est d'ordre 2 car H⊗H ≃ M4(K).

### Symboles de Hilbert sur les rationnels
Soient v une place sur le corps ℚ des rationnels et ℚv le complété correspondant de ℚ (c'est-à-dire le corps des nombres p-adiques si v est la valuation associée à un nombre premier p, et le corps des réels si v est la « place infinie »).
Pour deux entiers a, b vus comme éléments de ℚv, soit (a, b)v la valeur du symbole de Hilbert.
Sur les réels, (a, b)∞ vaut +1 si a ou b est positif et –1 s'ils sont tous deux négatifs.
Sur les p-adiques, en écrivant
{\displaystyle a=p^{\alpha }u{\text{ et }}b=p^{\beta }v,}
où u et v sont des entiers non divisibles par p, on a :
- si p est impair, {\displaystyle (a,b)_{p}=(-1)^{\alpha \beta \epsilon (p)}\left({\frac {u}{p}}\right)^{\beta }\left({\frac {v}{p}}\right)^{\alpha },\mathrm {~o{\grave {u}}~} \epsilon (p)=(p-1)/2}et où l'expression fait intervenir les symboles de Legendre ;
- si p = 2,{\displaystyle (a,b)_{2}=(-1)^{\epsilon (u)\epsilon (v)+\alpha \omega (v)+\beta \omega (u)},\mathrm {~o{\grave {u}}~} \omega (x)=(x^{2}-1)/8.}

La loi de réciprocité quadratique équivaut à la formule
qui a un sens car (a, b)v = 1 pour toutes les places v sauf un nombre fini.

### Radical de Kaplansky
Le symbole de Hilbert sur un corps K définit une application à valeurs dans son groupe de Brauer :
{\displaystyle (\cdot ,\cdot ):K^{*}/K^{*2}\times K^{*}/K^{*2}\to {\rm {Br}}(K).}
Le noyau de cette application, constitué des éléments a tels que (a, b) = 1 pour tout b, est le radical de Kaplansky de K. Ce sous-groupe de K*/K*2 est égal au groupe tout entier si et seulement si K n'est pas formellement réel et si son u-invariant (en) est au plus égal à 2 (c'est-à-dire si en dimension supérieure ou égale à 3, aucune forme quadratique n'est définie). Les corps K dont le radical, à l'opposé, est réduit à K*2, sont appelés les corps de Hilbert,.

## Symbole de Hilbert général
Si un corps local K contient le groupe μn des racines ne de l'unité pour un certain entier naturel n premier avec la caractéristique de K, alors le symbole de Hilbert général est une fonction (–, –) de K* × K* dans μn, définie en termes du symbole d'Artin de la théorie des corps de classes locaux, par :
Sa définition originelle par Hilbert (quand le symbole d'Artin n'existait pas encore), pour n premier, utilisait le symbole de puissance résiduelle quand la caractéristique de K est première à n, et était assez compliquée quand cette caractéristique divise n.

### Propriétés
Le symbole de Hilbert est
- (multiplicativement) bilinéaire : (ab, c) = (a, c)(b, c) et (a, bc) = (a, b)(a, c),
- antisymétrique : (a, b) = (b, a)−1,
- non dégénéré : (a, b) = 1 pour tout b si et seulement si a est une puissance n-ième dans K*.

Il détecte les normes (d'où son nom de symbole de norme résiduelle) : (a, b) = 1 si et seulement si a est une norme dans K(n√b).
Il a les « propriétés de symbole » : (a, 1 – a) = 1 et (a, –a) = 1.

### Loi de réciprocité de Hilbert
La loi de réciprocité de Hilbert établit que si a et b appartiennent à un corps de nombres K contenant les racines n-ièmes de l'unité, alors
où, comme plus haut, le produit est pris sur toutes les places finies et infinies v de K et (–, –)v désigne le symbole de Hilbert du complété Kv.
La preuve moderne de cette loi de réciprocité est un corollaire de celle d'Artin.

### Symbole de puissance résiduelle
Si, à nouveau, K est un corps de nombres contenant les racines n-ièmes de l'unité, et si de plus p est un idéal premier ne divisant pas n, π un élément premier du localisé en p et a est premier à p, alors le symbole de puissance résiduelle (en) {\displaystyle {\binom {a}{p}}} est relié au symbole de Hilbert par
Il s'étend aux idéaux fractionnaires par multiplicativité, et aux éléments de K en posant
où (b) est l'idéal principal engendré par b. La loi de réciprocité de Hilbert entraîne alors la loi de réciprocité suivante pour le symbole de puissance résiduelle, pour a et b premiers entre eux et avec n :